# Từ Ý Hoàng hậu
Từ Ý Hoàng hậu (chữ Hán: 慈懿皇后, 1144 - 1200), là Hoàng hậu duy nhất của Tống Quang Tông Triệu Đôn và là sinh mẫu của Tống Ninh Tông Triệu Khoáng.

## Thân thế

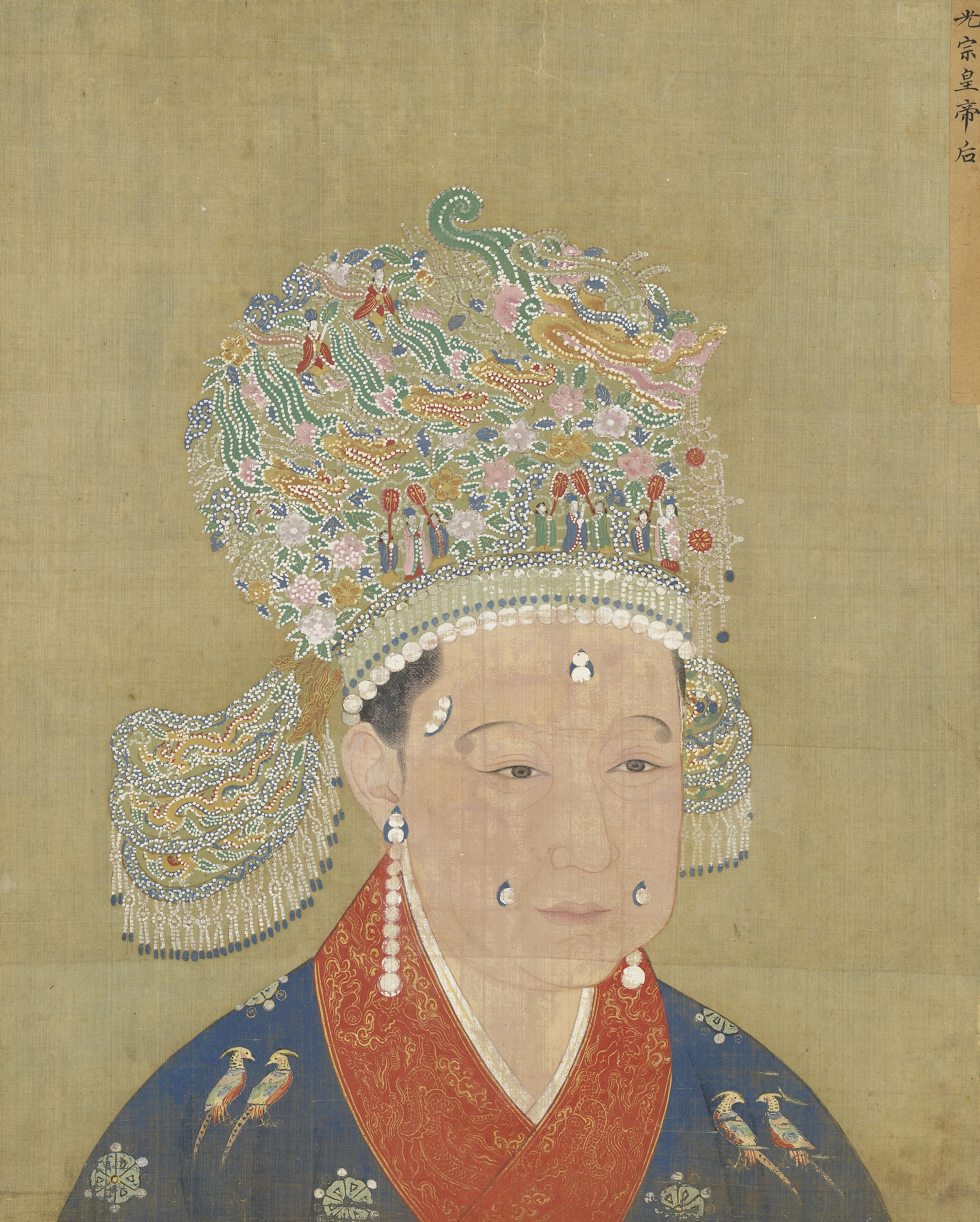
Từ Ý Hoàng hậu.

Từ Ý Hoàng hậu có tên là Lý Phượng Nương (李鳳娘), nguyên quán ở An Dương (nay thuộc Hà Nam), là con gái của Khánh Viễn quân Tiết độ sứ Lý Đạo (李道). Lúc bà chào đời, có con phượng hoàng đen đến đậu trước doanh tiền nơi ở của Lý Đạo. Lý Đạo lấy làm ngạc nhiên nên đặt tên cho con gái là "Phượng Nương".
Khi đó, Lý Đạo có quen biết với đạo sĩ Hoàng Phủ Thản (皇甫坦), khi đến Hồ Bắc đã tìm dịp trò chuyện và bảo các con gái đến chào Hoàng Phủ Thản. Hoàng Phủ Thản thấy mặt của bà, rất kinh ngạc và không dám nhận lễ bái, nói:"Người này về sau tất là mẫu nghi thiên hạ".
Về sau Hoàng Phủ Thản vào cung, gặp mặt Tống Cao Tông và nói về bà, bảo rằng bà có tướng Quốc mẫu. Tống Cao Tông tin là thực, liền cưới về làm phi cho Hoàng tử thứ ba của Tống Hiếu Tông là Cung vương Triệu Đôn tức Tống Quang Tông. Bà được phong làm Vinh Quốc Phu nhân (榮國夫人), sau đổi là Định Quốc Phu nhân (定國夫人).
Năm Can Đạo thứ 4 (1168), bà hạ sinh Hoàng tôn Triệu Khoáng tức Tống Ninh Tông, là con trưởng của Triệu Đôn. Về sau, Triệu Đôn được lập làm Thái tử, bà do đó trở thành Thái tử phi. Tuy bà có tướng mạo xinh đẹp nhưng tính tình thì chua ngoa đố kị, ngay trước mặt Tống Cao Tông và Tống Hiếu Tông còn dám nói chuyện đúng sai, có khi còn nói tố cáo những điều sai trái của Thái tử. Tống Cao Tông cảm thấy không vui, nói với Thọ Thánh Thái thượng hoàng hậu:"Người đàn bà này chẳng biết thế nào là mềm mỏng, trẫm bị Hoàng Phủ Thản lừa rồi".
Tống Hiếu Tông cũng thường khuyên bà phải biết tuân theo gia pháp nếu không sẽ bị phế. Bà chẳng những không nghe, mà còn tỏ ra coi thường Thọ Thánh Thái thượng hoàng hậu.

## Hoàng hậu
Năm Thuần Hi thứ 16 (1189), Tống Hiếu Tông nhường ngôi cho Thái tử, lên làm Thái thượng hoàng, cư ở Trọng Hoa điện (重华殿). Thái tử kế vị tức Tống Quang Tông, sau đó hạ chiếu phong Thái tử phi làm Hoàng hậu. Tôn hiệu của Tống Hiếu Tông sau khi nhường ngôi là Thọ Hoàng Thánh đế (寿皇圣帝) nên thường được gọi là Thọ Hoàng (寿皇).

### Kết đảng loạn chính
Tống Quang Tông khi ấy chấp chính triều cương, muốn giết bọn hoạn giả, cận tập gần gũi với Lý Hoàng hậu. Bọn Nội thị hay được, liền tìm cách kêu xin với Lý Hoàng hậu bảo toàn mạng sống cho mình. Tống Quang Tông không làm gì được nên uất ức và sinh bệnh.
Lũ Nội thị lại nghĩ ra kế li gián Tam cung. Lúc Tống Quang Tông mắc bệnh, Thọ Hoàng cho tìm ngự y chế ra ít thuốc định đợi lúc Tống Quang Tông đến vấn an thì ban cho. Lũ Nội thị chớp cơ hội gièm pha với Lý Hoàng hậu, nói: "Thọ Hoàng hợp biết bao nhiêu thuốc không tốt, xa giá mà đến Trọng Hoa điện thì ép phải uống, Hoàng thượng uống vào có mệnh hệ gì thì tông xã ra sao?". Lý Hoàng hậu tin là thật nên tìm cách ngăn trở Tống Quang Tông đến Trọng Hoa điện, dẫn đến rạn nứt tình cảm giữa Tống Quang Tông và Thọ Hoàng.
Tống Quang Tông trong 5 năm trị vì, tinh thần luôn hư nhược không minh mẫn, Lý Hoàng hậu do đó dần thay Tống Quang Tông phê duyệt tấu chương, kết bè kết đảng. Bà còn phong cho tổ tiên 3 đời tước Vương, trong gia miếu Lý thị thì từ đường nguy nga tráng lệ, vệ binh phần nhiều được lấy từ trong Thái miếu. Vào lúc Lý Hoàng hậu đến gia miếu, đã ban thưởng quan tước trọng hậu cho 26 người họ hàng thân thuộc, 170 người được phong là Thị thần, ngay môn khách Lý thị gia tộc cũng có người được phong quan. Từ thời Trung Hưng đến trước đó, chưa có trường hợp nào như thế cả.

### Ghen tuông cung thiếp
Một hôm nọ, có cung nhân bưng một hộp trầu đứng hầu Tống Quang Tông, Tống Quang Tông cảm thấy đôi bàn tay của cung nhân trắng trẻo, thon thả nên hết lời khen ngợi. Chuyện này lọt vào tai Lý Hoàng hậu. Hôm sau, hậu sai nội thị bưng một hộp trầu đến dâng, Tống Quang Tông mở ra thì hỡi ôi, đó là đôi bàn tay của cung nhân nọ.
Hoàng Quý phi vốn được sủng ái, Lý Hoàng hậu sinh ghen tức. Một hôm, Hoàng có việc tế Tông miếu phải ra ngoài, Lý Hoàng hậu sai người đánh Hoàng Quý phi tới chết rồi nói là Hoàng Quý phi bệnh nặng mà qua đời. Lúc Hoàng tế lễ thì bỗng trời đổ mưa to, lễ phục của Hoàng bị ướt sạch, nến lại bị gió thổi tắt đi nhiều lần, cuối cùng lễ không thành.

### Tam cung ly gián
Mùa đông năm Thiệu Hi thứ 2 (1191), nhân lúc có yến tiệc, Lý Hoàng hậu xin Tống Quang Tông lập con trai mình là Gia vương Triệu Khoáng tức Tống Ninh Tông làm Thái tử, rồi đích thân đến Trọng Hoa điện bẩm với Thọ Hoàng. Do Thọ Hoàng nghĩ đến việc trước kia bỏ qua con trưởng là Ngụy vương Triệu Khải để lập Tống Quang Tông làm Thái tử, nên nay muốn Tống Quang Tông nhường ngôi lại cho con của Ngụy vương Triệu Khải là Nghi vương Triệu Bính, do vậy Thọ Hoàng bảo cần phải chọn, không thể quyết định vội vàng. Lý Hoàng gậu bảo:"Thiếp là Chính thất được cưới hỏi đàng hoàng, Gia vương do thiếp sinh ra cớ sao lại không thể lập?".
Thọ Hoàng cảm thấy rất tức giận, chửi mắng Lý Hoàng hậu, do đó Lý Hoàng hậu uất ức, về tâu với Tống Quang Tông việc Thọ Hoàng có ý phế lập. Vì thế, Tống Quang Tông nghi hoặc và từ đó bỏ việc triều yết Thọ Hoàng.
Sau sự kiện Hoàng Quý phi qua đời, biết là có điều mờ ám nhưng không dám nói, lâu ngày vì quá thương nhớ Hoàng Quý phi mà bệnh tình trở nặng, không thể lên triều. Lý Hoàng hậu nhân đó tìm cách khống chế triều chính, độc đoán độc hành, hoang đường bất pháp, mọi chính sự đa phần do Lý Hoàng hậu quyết đoán. Về phần Thọ Hoàng nghe tin Tống Quang Tông có bệnh vội đến thăm, thấy Lý Hoàng hậu thì tức giận mắng nhiếc bà, khiến Lý Hoàng hậu đã hận lại càng thêm hận.
Tết Nguyên đán năm Thiệu Hi thứ 4 (1193), Lý Hoàng hậu theo Tống Quang Tông đến Trọng Hoa điện và ở đến tận cuối mùa xuân. Sau đó, Lưỡng cung lại cùng Thọ Hoàng và Thọ Thành Hoàng hậu đi chơi ở Ngọc Tân viên. Đến tháng 9, lúc Tống Quang Tông chuẩn bị ngự giá đến Trọng Hoa điện thì Lý Hoàng hậu từ đâu xuất hiện, nói:"Trời lạnh, quan gia vào cung uống rượu".
Bách quan ra sức can ngăn. Trung thư Xá nhân Trần Truyền Lương đuổi theo Tống Quang Tông, nắm giữ Hoàng bào lại. Lý Hoàng hậu bèn kéo tuột Tống Quang Tông vào sau ngự bình, Trần Truyền Lương cũng chạy theo vào cung. Lý Hoàng hậu tức giận nói:"Ở nơi này sao vô duyên vô cớ mà vào. Bọn nô tài ở đây chả nhẽ không dám lấy đầu người sao?".
Trần Truyền Lương phải buông tay, nhưng lại quay ra than khóc trước điện. Lý Hoàng hậu sai người tới hỏi:"Vô cớ mà khóc là có ý gì". Trần Truyền Lương đáp:"Con can gián mà cha không nghe, nên mới khóc".
Lý Hoàng hậu bực tức, liền bỏ không về Trọng Hoa điện nữa, bách quan phải lui về. Về sau, Thọ Hoàng bệnh nặng, Tống Quang Tông cũng không chịu đến thăm.

## Cuối đời
Năm Thiệu Hi thứ 5 (1194), ngày 28 tháng 6, Thọ Hoàng băng hà ở Trọng Hoa điện, Tống Quang Tông không đến chịu tang. Không lâu sau, Tống Quang Tông cũng ốm nặng. Tể tướng Triệu Nhữ Ngu nhân đó tìm cách thông qua Thọ Thánh Hoàng thái hậu, ép Tống Quang Tông nhường ngôi cho Gia vương Triệu Khoáng tức Tống Ninh Tông.
Tống Quang Tông được tôn làm Thái thượng hoàng, Lý Hoàng hậu trở thành Thái thượng hoàng hậu. Bà được dâng tôn hiệu là Thọ Nhân Thái thượng hoàng hậu (寿仁太上皇后).
Năm Khánh Nguyên thứ 6 (1200), ngày 4 tháng 6 (tức ngày 23 tháng 7 dương lịch), Thọ Nhân Thái thượng hoàng hậu giá băng, thọ 56 tuổi, thụy hiệu là Từ Ý Hoàng hậu (慈懿皇后). Mấy tháng sau, Tống Quang Tông cũng băng hà.